# Djordje Mihailovic
Djordje Aleksandar Mihailovic (srb. Ђорђе Александар Михаиловић, mac. Ѓорѓе Александар Михаиловиќ; ur. 10 listopada 1998 w Jacksonville) – amerykański piłkarz pochodzenia serbskiego i macedońskiego występujący na pozycji ofensywnego lub środkowego pomocnika, reprezentant Stanów Zjednoczonych, od 2024 roku zawodnik Colorado Rapids.
Jego ojciec pochodzi z Serbii, a matka z Macedonii Północnej.